# Orkanen Per

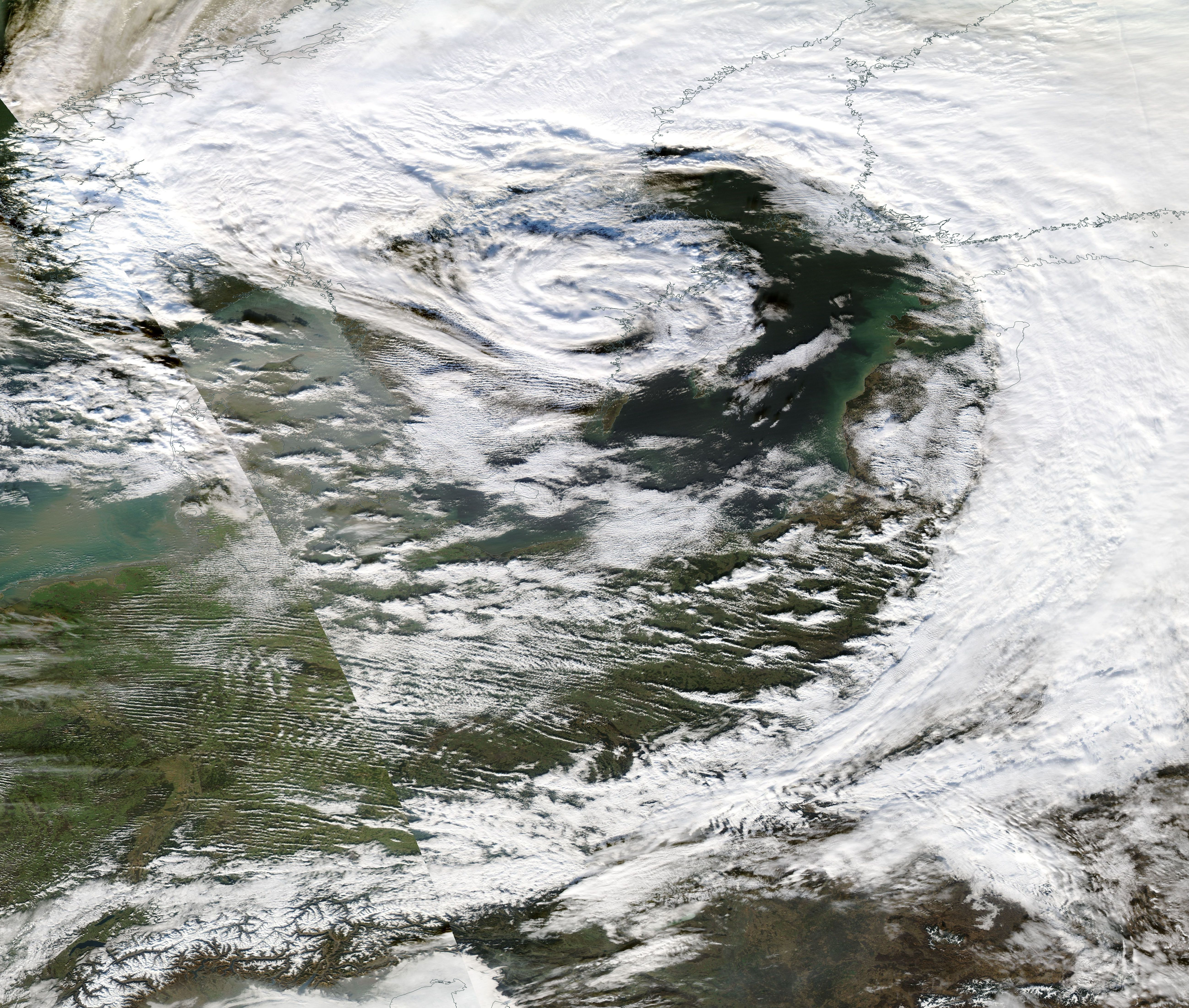
Satellitbild av stormen Per den 14 januari 2007.

Orkanen Per, alternativt Stormen Per, eller Januaristormen 2007, var ett kraftigt lågtryck som under söndagen den 14 januari 2007 drabbade Götaland och Svealand. Blekinge, Halland, Småland, Västergötland, Östergötland, Öland och Gotland drabbades hårdast av vindarna, Skåne och Södermanland i något mindre omfattning, samt Värmland, Närke, Västmanland och Uppland till viss del.
Orkanbyar uppmättes längs Skagerraks och Kattegatts kuster, på Vänern, på Östersjön vid Hanö i söder till Roslagen i norr. Stormbyar uppmättes över hela området även i inlandet, om än inte på varje mätstation. Högsta uppmätta vindbyhastighet var enligt SMHI 40 m/s på Hanö.

## Skador och konsekvenser
Tre människor omkom av de kraftiga vindarna på grund av fallande träd. I två fall satt personerna i en bil, i det tredje fallet var det en åttaårig pojke i Motala som åkte moped med sin far. Två män omkom under röjningsarbete 15 januari, en i Vimmerby och en på Öland.
Cirka 275 000 hushåll saknade ström vid 22-tiden på söndagen. När läget klarnat på måndagen rapporterade de tre största elleverantörerna att de uppskattade antalet strömlösa abonnenter till 275 000 totalt i Sverige beroende på stormen och det efterföljande oroliga vädret. 
En del saknade ström en vecka.
Minst 37 000 personer saknade fungerande telefon i västra och södra Sverige vid 14.30 på söndagen, enligt Telia. På måndag kväll uppskattades att omkring 60 000–70 000 hushåll var utan telefon. Mobilnätet hade omfattande störningar under stormen vilka minskade under dagarna efter.
Redan dagen före stormen meddelade Banverket och SJ att all tågtrafik i Västsverige skulle vara inställd under söndagen, med undantag av Västra stambanan och Jönköpingsbanan, då risken var överhängande för tågstopp ute på banorna. På eftermiddagen den 14:e ställdes i stort sett all tågtrafik in i länen Västra Götaland, Skåne, Halland och Kronoberg. I Skåne upprätthölls tågtrafiken över Öresundsbron under hela stormen.. Ingen ersättningstrafik med bussar sattes in under söndagen. Många avgångar var inställda även under måndagen men ersättningstrafiken började komma igång.
Preliminära uppskattningar dagen efter orkanvindarna visade att cirka 12 miljoner kubikmeter skog hade fällts av stormen, en siffra som senare skulle visa sig stämma bra.

## Namn
Det var det norska meteorologiska institutet Meteorologisk institutt som gav lågtrycket namnet Per. De ger namn åt alla extrema oväder som påverkar Norge enligt en förutbestämd namnlista i bokstavsordning, och detta var det nionde namngivna ovädret efter Gudrun. Svenska SMHI ger inte stormar egennamn utan omnämner dem utifrån vilket år och månad de inträffade. 

## Förlopp
Orkanen orsakades av ett djupt lågtryck som drog över Skandinavien från Nordsjön över södra Norge, Mellansverige och över till Östersjön. Söder om lågtryckscentrumet blåste kraftiga vindar inom ett brett område. Lågtryckscentrumet drog in över Norge i trakterna av Bergen på natten mellan den 13 och 14 januari, lufttrycket var då som lägst 965 hPa. Centrumet rörde sig sedan in över Sverige via norra Värmland med ett tryck på 972 hPa och vidare över Dalarna och Uppland. 
De kraftiga vindarna slog mot Västsverige på förmiddagen den 14:e, på morgonen blåste vinden med orkanstyrka i byarna och med en medelstyrka på 26–27 m/s. Under dagen flyttades stormområdet över södra Sverige och nådde till kvällen ösvästtkusten. Ett nederbördsområde roterade runt lågtryckscentrumet och gav först regn öster om sig och sedan snö norr och väster om, detta drabbade östra Svealand och södra Norrland.

## Jämförelse medGudrun
Överlag kan man säga att Gudrun var värre än Per.
Vid Per fälldes 12 miljoner kubikmeter skog, att jämföra med Gudruns 75 miljoner kubikmeter, d.v.s. ungefär sex gånger mer. Liksom vid Gudrun förvärrades skogsskadorna av att marken saknade tjäle.
Per var något svagare än orkanen Gudrun, med i regel 2–4 m/s svagare vindbyar.
Lokala variationer förekommer dock. I norra Götaland var Per lika stark eller starkare än Gudrun, medan Gudrun var starkare i mellersta och södra Götaland.
Per hade även något mer glest liggande isobarer. Isobarernas täthet utgör drivkraften till vindarna.
Lågtrycksbanorna för Per och Gudrun visar många likheter. Båda bildades väster om Brittiska öarna och passerade över sydnorska höglandet. Efter att ha passerat Sverige fortsatte Per mot Estland medan Gudrun drog sig längre norrut mot Karelen.